# 哈尔门·斯滕韦克

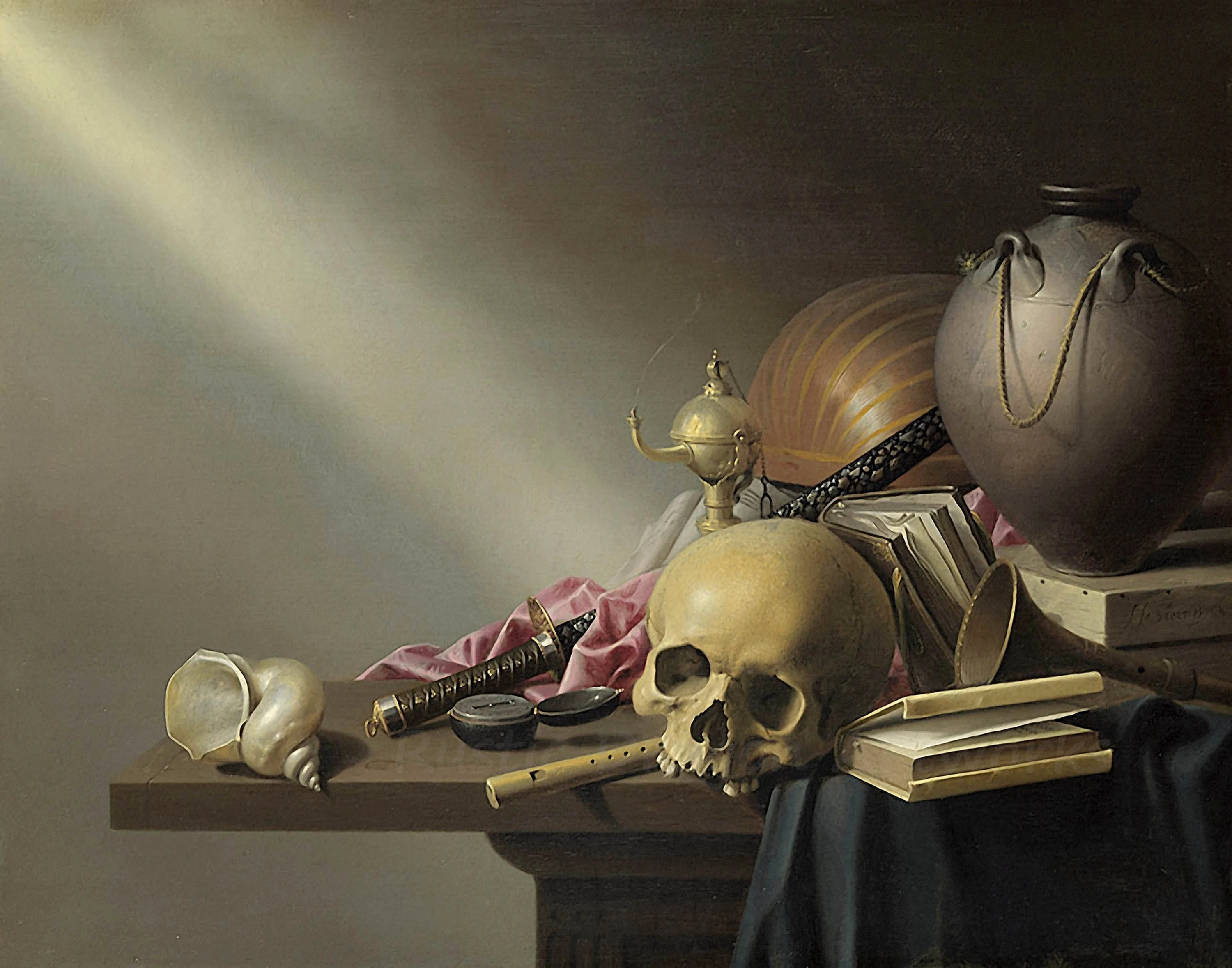
《静物画》（1640）

哈尔门·斯滕韦克（Harmen Steenwijck，约1612年约1659年—），荷兰黄金时代静物画家。他是代尔夫特一眼镜匠的儿子，1628年起与哥哥彼得一起从师于叔叔大卫·拜依。1633年回代尔夫特与兄共同开办工作室。1636年加入圣卢克行会。1654年造访荷属东印度公司，之后回代尔夫特渡过余生。
斯滕韦克的静物画常常在温暖色调的背景中放置骷髅、乐器、财物等物品，表达对生死、知识、感官问题的思考。其主要作品有《静物画》（1640）、《寓意生命的静物画》（1640）、《骷髅、书本、长笛和哨子的静物画》（1646）、《土罐子、鱼和水果的静物画》（1652）、《漏勺中的鱼、桃子、篮子、浆果和黄瓜的静物画》（1652）等。